# 大山喬平
大山 喬平（おおやま きょうへい、1933年5月7日 - ）は、日本の日本史学者。京都大学名誉教授。専門は中世農村史。

## 経歴
1933年、京都市生まれ。京都大学文学部国史学科に入学、赤松俊秀や林屋辰三郎に師事。また、大学同期生に、河音能平（大阪市立大学名誉教授）や安丸良夫（一橋大学名誉教授）がいた。1957年3月に同大学卒業。同大学大学院に進学、1962年3月京都大学大学院文学研究科博士課程単位取得退学。
1963年10月より名古屋市立大学専任講師。1964年4月、同大学経済学部助教授。1969年4月、大阪市立大学文学部助教授に転じた。1971年4月より京都大学文学部助教授を務めた。1981年7月、学位論文『日本中世農村史の研究』を京都大学より文学博士の学位を取得。1985年4月、京都大学文学部教授に昇任。1996年4月より京都大学大学院文学研究科教授。1997年3月に京都大学を定年退官、同名誉教授。
その後は同年4月より大谷大学文学部教授として教鞭を執った。1999年3月に定年退職し、4月からは大谷大学文学部特別任用教授。また、2004年4月からは立命館大学COE機構招聘教授を務めた(2007年3月まで)。

## 研究内容・業績
専門は日本中世史。
門下生
- 勝山清次（京都大学名誉教授）[6]
- 水野章二（滋賀県立大学名誉教授）[7]
- 伊藤俊一（名城大学教授）[8]
- 佐藤泰弘（甲南大学教授）[9]
- 川端新（元山口大学助教授）[10]
- 橋本道範（滋賀県立琵琶湖博物館専門学芸員）[11]

※同分野（荘園制・村落史を専門とするものに限る）

## 家族・親族
- 父：大山敷太郎は経済学者[3]。

## 著作
著書
- 『鎌倉幕府』(日本の歴史 9) 小学館 1974
- 『日本中世農村史の研究』岩波書店 1978
- 『ゆるやかなカースト社会・中世日本』校倉書房 2003
  - 増補版 法藏館(法蔵館文庫) 2024
- 『日本中世のムラと神々』岩波書店 2012

共編著
- 『長講堂領目録と島田家文書』(京都大学文学部博物館の古文書 1) 思文閣出版 1987

1. 第3輯 『細川頼之と西山地蔵院文書』思文閣出版 1988
2. 第9輯 『浄土宗西山派と三鈷寺文書』1992

- 『中世荘園の世界 東寺領丹波国大山荘』思文閣出版 1996
- 『日本中世の村落』清水三男編、馬田綾子共校注、岩波書店(岩波文庫) 1996
- 『東寺百合文書を読む：よみがえる日本の中世』上島有・黒川直則共編 思文閣出版 1998
- 『中世裁許状の研究』塙書房 2008
- 『長楽寺蔵 七条道場金光寺文書の研究』村井康彦共編、法蔵館 2012
- 『古代・中世の地域社会 「ムラの戸籍簿」の可能性』三枝暁子共編、思文閣出版 2018

記念論集
- 『日本国家の史的特質 古代・中世』大山喬平教授退官記念会編 思文閣出版 1997[12]
- 『日本社会の史的構造 古代・中世』大山喬平教授退官記念会編 思文閣出版 1997

## 参考
- 紀伊国屋書店
- J-GLOBAL
- 京大文学部の百年